# Nakajima A6M2-N
Накадзима A6M2-N (англ. Nakajima A6M2-N) — японский поплавковый истребитель цельнометаллической конструкции.
Разработан под руководством инженеров Ниитакэ и Тадзима на базе истребителя A6M «Зеро». Первый полет прототипа состоялся 8 декабря 1941 года.
Принят на вооружение в начале 1942 года под наименованием гидроистребитель морской тип 2.
Кодовое имя союзников — «Руфь» («Rufe»).

## Тактико-технические характеристики
Приведённые ниже характеристики соответствуют модификации A6M2-N:
Технические характеристики
- Экипаж: 1 человек
- Длина: 10,1 м
- Размах крыла: 12,0 м
- Высота: 4,3 м
- Площадь крыла: 22,44 м²
- Масса пустого: 1 912 кг
- Максимальная взлётная масса: 2 460 кг
- Силовая установка: 1 × радиальный Nakajima NK1F Sakae 12
- Мощность двигателей: 1 × 950 л.с. (1 × 970 кВт)

Лётные характеристики
- Максимальная скорость: 435 км/ч
- Крейсерская скорость: 300 км/ч
- Практическая дальность: 1 780 км
- Практический потолок: 10 000 м
- Скороподъёмность: 12,3 м/с

Вооружение
- Стрелково-пушечное:  
  - 2 × 20 мм пушки Тип-99, в крыле
  - 2 × 7,7 мм пулемёта Тип-97, синхронные
- Бомбы: 2 × 60 кг под крылом